# 老法蘭西斯·鮑斯·塞爾
老法蘭西斯·鮑斯·塞爾（英語：Francis Bowes Sayre Sr.，1885年4月30日—1972年3月29日），是美國律師、外交官兼教育家，為前菲律賓高級專員以及前哈佛法學院教授，同時為美國前總統伍德羅·威爾遜的女婿。

## 經歷

1937年4月，塞爾（左二）和菲律賓自由邦總督曼努埃爾·奎松（左三）見面

法蘭西斯生於1885年的伯利恆，父親為前伯利恆鋼鐵執行長羅伯特·H·塞爾。法蘭西斯還有一名兄長約翰·內文·塞爾。法蘭西斯先後就讀於哈佛法學院以及威廉姆斯學院，畢業之後，跟隨傳教士威尔弗雷德·格伦费尔到加拿大紐芬蘭與拉布拉多省工作。一年後在紐約縣地方檢察官的辦公室出任助理檢察官。
於1913年11月25日，他跟伍德羅·威爾遜二女兒潔西·伍德羅·威爾遜於白宮結婚，之後曾經去歐洲度蜜月。於1914年，法蘭西斯前往威廉姆斯學院擔任該校校長的助手，於是搬家到威廉斯敦。三年之後，他到哈佛法學院擔任教授直到1933年，期間取得司法學博士學位。
1933年，他轉為擔任泰國國王拉瑪六世的外務顧問；接著他又先後出任助理國務卿、菲律賓高級專員以及美國駐聯合國託管理事會代表。當他還是泰國的外務顧問時，被巴差提朴任命為泰國駐常設仲裁法院代表。出於他的貢獻，他被授予泰皇冠勳章，是第二位獲得此勳章的美國官員。1933年元配潔西過身，而法蘭西斯就於1937年再娶伊利沙白·葛瑞夫茲。
他在出任助理國務卿時，有一位下屬叫阿爾傑·希斯。希斯後來被指控為蘇聯間諜。
於1972年3月29日，老法蘭西斯·鮑斯·塞爾於華盛頓特區過身，終年八十六歲。

## 家庭

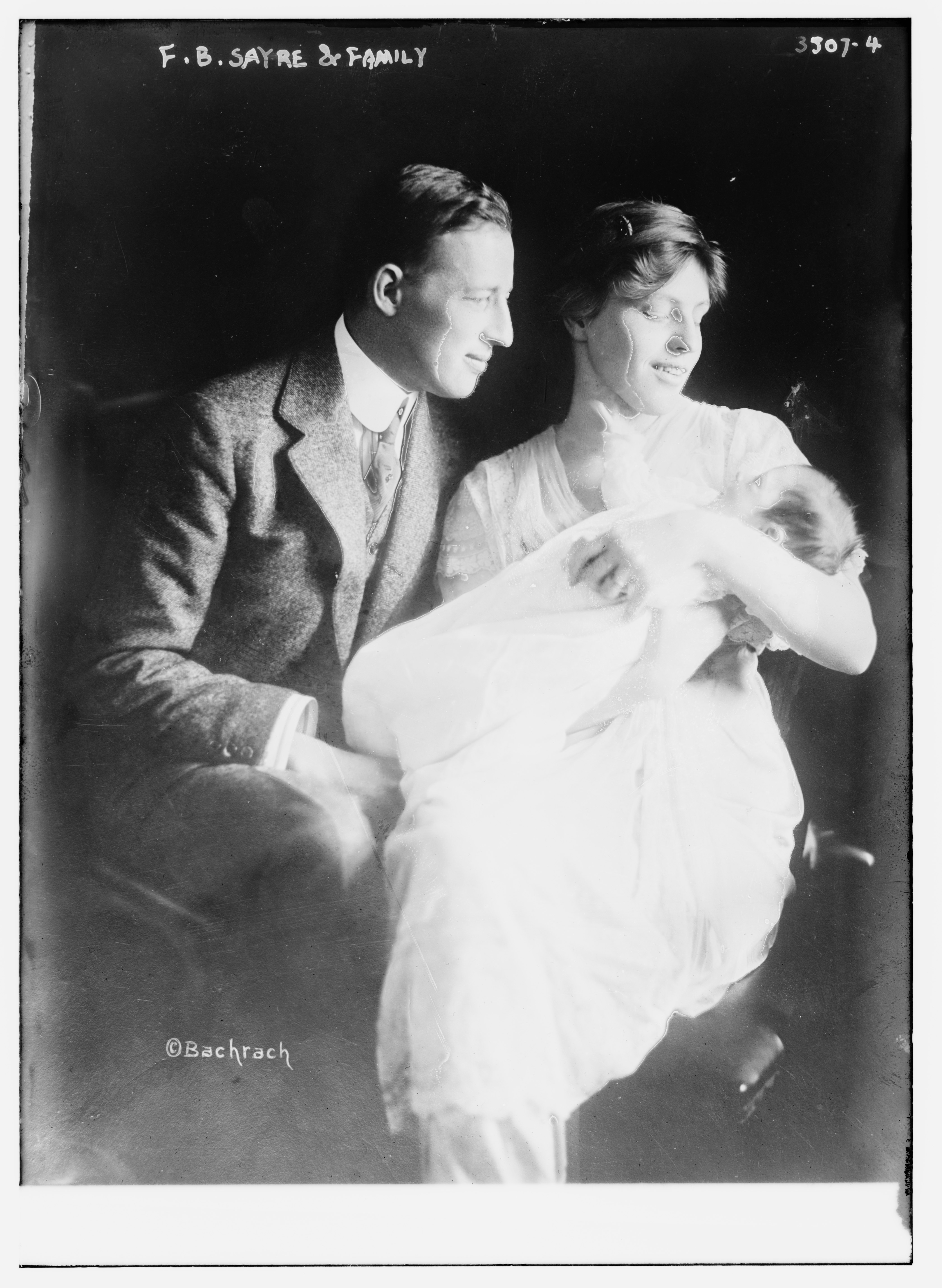
法蘭西斯及潔西抱著當時剛出世不久的小法蘭西斯

父親：羅伯特·H·塞爾
第一任配偶：潔西·伍德羅·威爾遜
- 長子：小法蘭西斯·鮑斯·塞爾（英语：Francis Bowes Sayre Jr.），曾任華盛頓國家座堂院長
- 長女：愛蓮娜·阿森·塞爾（英语：Eleanor Sayre），波士頓美術館前部門館長
- 么子：伍德羅·威爾遜·塞爾

第二任配偶：伊利沙白·葛瑞夫茲